# Dănești (okręg Harghita)
Dănești (węg. Fenyőkút) – wieś w Rumunii, w okręgu Harghita, w gminie Dănești. W 2011 roku liczyła 2292 mieszkańców.